# Honsfeld

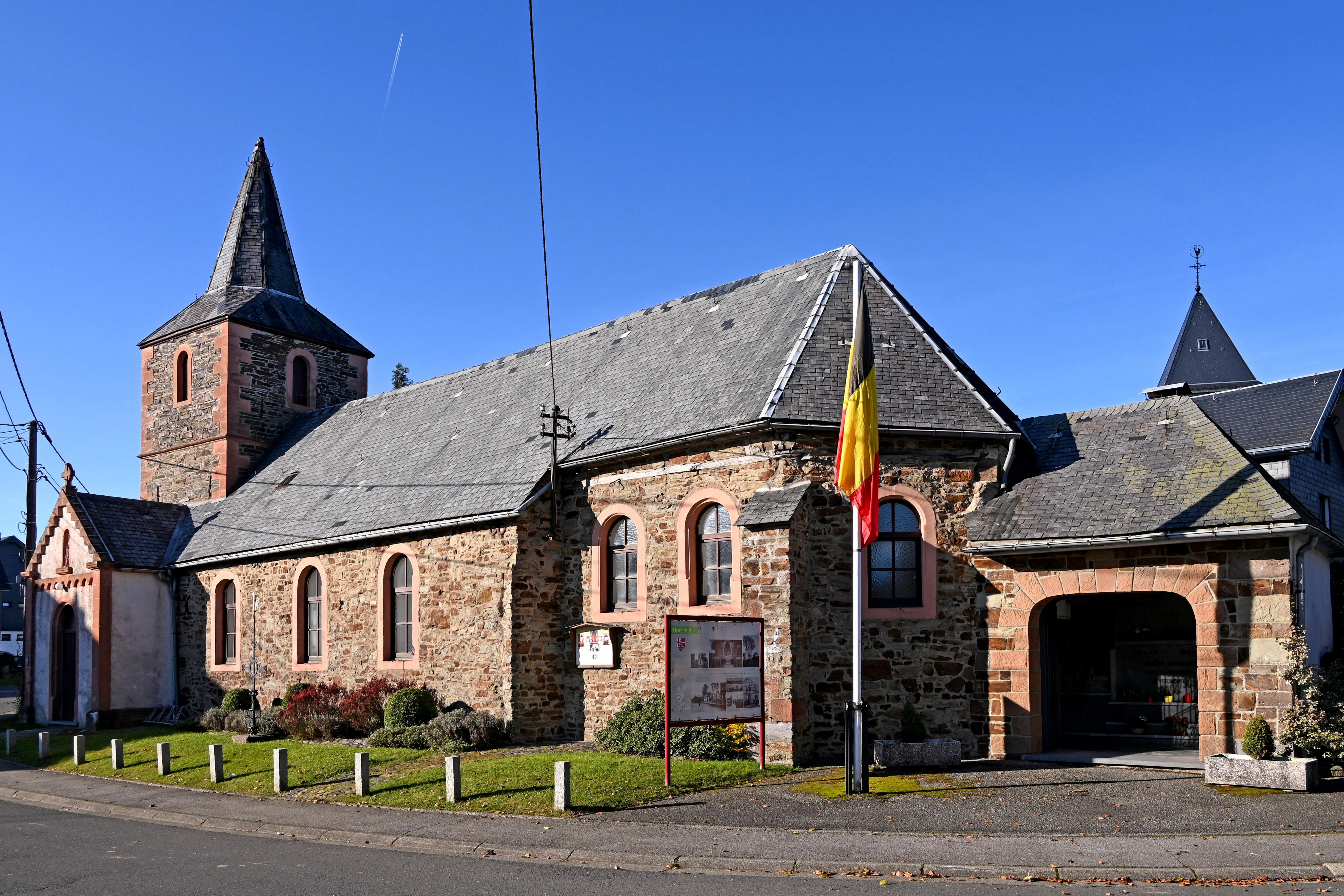
Alt-St. Matthias von Südosten

Honsfeld ist ein Dorf in der Gemeinde Büllingen in der Deutschsprachigen Gemeinschaft Belgiens. Mit 554 Einwohnern (2018) gehört Honsfeld zu den größeren Orten in der Gemeinde. Das Dorf liegt rund zweieinhalb Kilometer südöstlich des Zentralortes Büllingen auf einer Höhe von ca. 600 m.
Zwischen Honsfeld und dem südlichen Nachbardorf Holzheim befindet sich ein Erdwall vermutlich römischen Ursprungs, in dem mehrere Schwerter, eine Goldmünze und kleine Hufeisen gefunden wurden. Als sogenannter Römerwall ist er ein geschütztes Kulturdenkmal.
Honsfeld war von 1912 bis zur Einstellung des Personenverkehrs 1952 ein Haltepunkt der Vennquerbahn.